# Topset
Le Topset était le nom d'une barre chocolatée existant dans les années 1970/80 fabriquée par la société Suchard.
Cette marque a fait l'objet de publicités télévisées et le slogan "Ma parole, il/elle a mangé du Topset" est passé dans le langage courant à l'époque pour désigner une force surhumaine,,,,.